# Liste des sigles de l'AAR débutant par X
Cet article court présente un sujet plus développé dans : Sigle de l'AAR.
Liste des sigles de l'Association of American Railroads débutant par X en ordre alphabétique :
- XOMX - Exxon-Mobil Corporation
- XTRX - XTRA, Inc.; First Union Rail
- XTTX - Trailer Train Company